# Rabdophorus
Rabdophorus es un subgénero dentro del género Chaetodon. Contiene a la especie Chaetodon melannotus y a algunas otras especies de las que poco se sabe.
- Datos: Q16623897